# Drumnadrochit
Drumnadrochit är en ort i Storbritannien.   Den ligger i kommunen Highland och riksdelen Skottland, i den norra delen av landet, 700 km norr om huvudstaden London. Drumnadrochit ligger 32 meter över havet och antalet invånare är 881.
Terrängen runt Drumnadrochit är huvudsakligen kuperad, men åt nordväst är den platt. Drumnadrochit ligger nere i en dal. Runt Drumnadrochit är det mycket glesbefolkat, med 4 invånare per kvadratkilometer. Närmaste större samhälle är Beauly, 16,6 km norr om Drumnadrochit. I omgivningarna runt Drumnadrochit växer i huvudsak blandskog.